# Ройъл Сити
Ро̀йъл Сити (на английски: Royal City) е град в окръг Грант, щата Вашингтон, САЩ. Ройъл Сити е с население от 1823 жители (2000) и обща площ от 3,3 km². Намира се на 324 m надморска височина. ЗИП кодът му е 99357, а телефонният му код е 509.